# (2726) Kotelnikov
(2726) Kotelnikov es un asteroide que forma parte del cinturón de asteroides y fue descubierto el 22 de septiembre de 1979 por Nikolái Stepánovich Chernyj desde el Observatorio Astrofísico de Crimea, en Naúchni.

## Designación y nombre
Kotelnikov recibió inicialmente la designación de 1979 SE9.
Posteriormente, en 1984, se nombró en honor del matemático ruso Vladímir Kotélnikov (1908-2005).

## Características orbitales
Kotelnikov está situado a una distancia media de 2,862 ua del Sol, pudiendo acercarse hasta 2,651 ua y alejarse hasta 3,072 ua. Tiene una excentricidad de 0,0736 y una inclinación orbital de 1,559 grados. Emplea 1768 días en completar una órbita alrededor del Sol.

## Características físicas
La magnitud absoluta de Kotelnikov es 12,1 y el periodo de rotación de 4,908 horas.